# Solco coronario

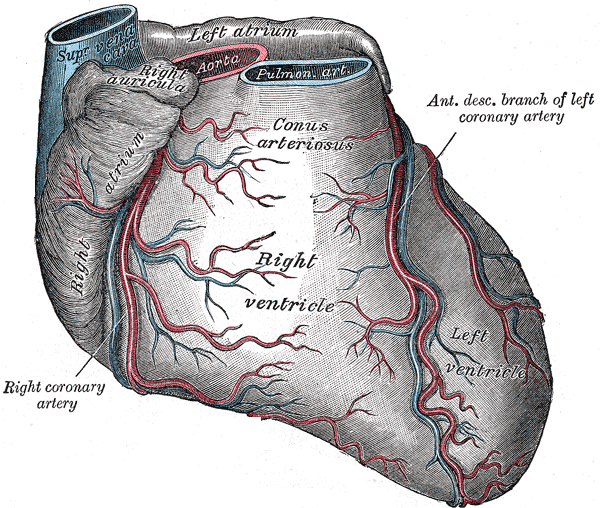
Il solco coronario si trova sulla sinistra, dove scorrono verticalmente i vasi più grandi

Il solco coronario (anche solco atrio-ventricolare o, più raramente, solco auricoloventricolare) separa gli atri dai ventricoli cardiaci. Quest'infossatura contiene i vasi che si occupano del nutrimento della muscolatura cardiaca; anteriormente, però, abbiamo un'interruzione degli stessi in corrispondenza dell'emergenza del tronco della polmonare. Nella faccia posteriore del cuore il solco coronario contiene il seno coronario.